# Patrick Ferguson

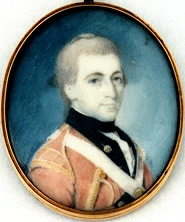
Porträt, angefertigt zwischen 1774 und 1777

Patrick Ferguson (* 1744 in Pitfour, Aberdeenshire; † 7. Oktober 1780 in Kings Mountain, North Carolina) war ein britischer Waffenkonstrukteur und Offizier.

## Leben

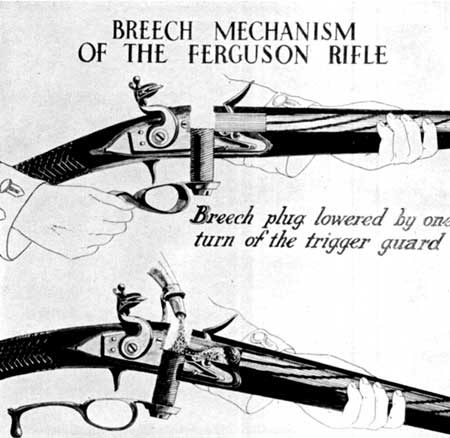
Ferguson-Gewehr

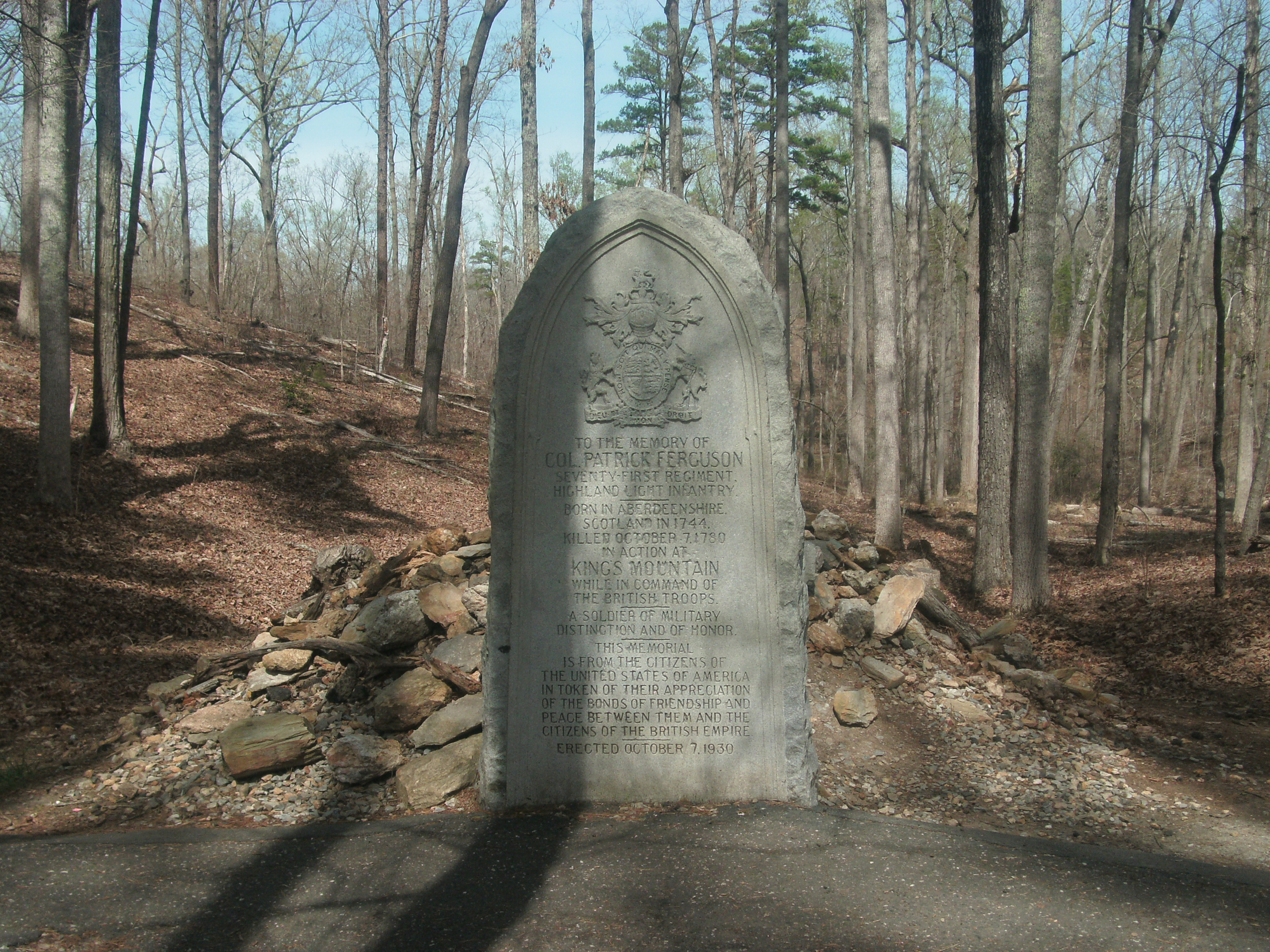
Gedenkstein bei Kings Mountain

Im Juli 1759 begann Ferguson seine militärische Karriere als Cornet bei den Royal North British Dragoons. Die nächsten zwei Jahre studierte er Ingenieurwesen an der Royal Military Academy Woolwich.
Im Frühjahr 1761 brach er nach Kontinentaleuropa auf, um mit seinem Regiment am Siebenjährigen Krieg teilzunehmen. Er diente in Deutschland und Flandern. Wegen gesundheitlichen Problemen mit seinen Beinen, wahrscheinlich ausgelöst durch Tuberkulose, musste Ferguson nach Großbritannien zurückkehren. Er erholte sich, aber ein leichtes Hinken blieb. Im Jahre 1768 wechselte er zum 70th Regiment of Foot; mit dieser Einheit ging er nach Westindien und kam 1772 nach Großbritannien zurück. Die Britische Armee führte 1771 die Leichte Infanterie ein. Ferguson wurde in ein Ausbildungslager geschickt und entwickelte sich zu einem Fürsprecher der leichten Infanterie.
Er begann auf eigene Kosten an einem Hinterladergewehr zu arbeiten. Den Prototyp der Ferguson-Büchse stellte er 1776 britischen Offizieren und Georg III. vor. Im Januar 1777 bekam er die Erlaubnis eine kleine Einheit aufzubauen, um diese in Amerikanischen Unabhängigkeitskrieg einzusetzen. Er trainierte etwa 200 Rekruten in Chatham an seinem Gewehr. Am ersten Mai wurde er offiziell vom 70-ten Regiment entbunden und als Befehlshaber der zwei Schützenkompanien eingesetzt. Er kam Ende Mai in New York City an.
Am 4. September führte Ferguson eine kleine Einheit, um die Lage aufzuklären. Er erkannte zwei amerikanische Offiziere, sehr wahrscheinlich George Washington und Kazimierz Pułaski. Da er diese weder erkannte noch hinterrücks erschießen wollte, ließ er sie unbehelligt ziehen.
Ferguson führte seine Einheiten am 11. September in der Schlacht von Brandywine, wo er am rechten Ellenbogen von einer Musketenkugel verwundet wurde. Er musste eine Zeit im Krankenhaus verbringen und dann lernen, sein Gewehr nur mit einem Arm nachzuladen. Der Oberbefehlshaber der britischen Armee in Nordamerika William Howe löste im Winter Fergusons Schützenkompanien auf. Howes Nachfolger, Henry Clinton gab ihm den Auftrag die Kapereistützpunkte in New Jersey anzugreifen, was Ferguson am 6. Oktober 1778 im Gefecht von Chestnut Neck und am 15. Oktober 1778 im Gefecht von Little Egg Harbor durchführte.
Im Jahre 1779 baute er am Stony Point und Verplanck’s Point Verteidigungsstellungen. Am 1. Dezember 1779 wurde er zum Lieutenant-Colonel befördert und befehligte Loyalisten. Später im Dezember segelte er von New York aus los, um die Belagerung von Charleston (South Carolina) zu unterstützen. Im Februar 1780 marschierte er und seine Einheit von Savannah (Georgia) nach Charleston. Am 14. März griffen britische Truppen das Camp von Ferguson an, da sie es fälschlicherweise als amerikanisch ansahen. Ferguson wurde dabei von einem Bajonett verletzt. Am 14. April nahm er erfolgreich am Gefecht von Monck’s Corner teil, am 18. April wurde er zum Major des 71th Regiment of Foot befördert. Seine Einheit nahm eine Redoute bei Charleston ein und am 2. Mai besetzte das zuvor verlassene Fort Moultrie. Clinton forderte von Ferguson den Aufbau einer loyalen Milizeinheit in den Südlichen Provinzen, worauf er am 26. Mai in das Hinterland von South Carolina aufbrach. Jedoch wurde Ferguson von seinem direkten Vorgesetzten Charles Cornwallis dabei behindert; Cornwallis erlaubte Ferguson den Aufbau der Miliz erst Mitte Juli. Mit der in Ninety Six, South Carolina aufgestellten Einheit war Ferguson nur mäßig erfolgreich, da er die Amerikaner nur selten in einem Kampf stellen konnte.
Als Cornwallis im September eine Offensive gegen North Carolina startete, sollte Ferguson die westliche Flanke decken. Am 12. September konnte Ferguson eine amerikanische Einheit schlagen. Am 18. September verfolgte er erfolglos amerikanische Truppen, die zuvor Augusta (Georgia) belagert hatten. Der lokalen amerikanischen Miliz, den sogenannten Overmountain Men, drohte er, die Anführer zu hängen und das Land zu verwüsten, sollten sie sich gegen die Briten stellen. Ferguson unterschätzte seinen Gegner; anstatt die Amerikaner einzuschüchtern, steigerte die Drohung ihre Entschlossenheit. Die Amerikaner kreisten Fergusons Einheit am 6. Oktober bei Kings Mountain (North Carolina) ein und besiegten diese am darauffolgenden Tag in der Schlacht am Kings Mountain. Nachdem Ferguson einige erfolglose Gegenangriffe geführt und Aufrufe zur Kapitulation ignoriert hatte, wurde er bei einem Ausbruchsversuch getötet.
Nach Fergusons Tod geriet das von ihm entwickelte Gewehr in Vergessenheit.